# Anjouan-Sperber
Der Anjouan-Sperber (Tachyspiza francesiae pusilla, Syn.: Accipiter francesiae pusillus), auch als Anjouan-Echsenhabicht bekannt, ist eine seltene Unterart des Echsenhabichts (Tachyspiza francesiae) innerhalb der Familie der Habichtartigen (Accipitridae). Er ist endemisch auf der zu den Komoren gehörenden Insel Anjouan.

## Beschreibung
Der Anjouan-Sperber ähnelt in beiden Geschlechtern sehr dem Männchen der Nominatform (T. f. francesiae). Die Oberseite ist einfarbig dunkelgrau. Die Unterseite des Bürzels ist weißgrau und die Flügelunterseite ist auf weißlichem Grund dunkelgrau gebändert. Der Schwanz weist oberseits eine schwarzgraue Bänderung auf dunklem Grund auf.
Die Flügellänge beträgt 135 bis 149 mm bei den Männchen und zwischen 155 und 163 mm bei den Weibchen. Männchen habe eine Schwanzlänge von 99 bis 108 mm, bei Weibchen ist der Schwanz 113 bis 125 mm lang.

## Status
Wegen der extensiven Bejagung als vermeintliche Schädlinge und der Lebensraumzerstörung während des 20. Jahrhunderts war er bereits Ende der 1950er Jahre sehr selten. 1958 wurde ein einzelnes Exemplar während einer Expedition der British Ornithologists’ Union unter der Leitung von Constantine Walter Benson gesichtet. Eine Suche im Jahre 1965 blieb ergebnislos.  Anschließend gab es über einen längeren Zeitpunkt keine Nachweise, bis Suchen zwischen 1983 und 1992 sowie im Jahr 2005 den Fortbestand dieser Unterart bestätigten. 44 Bälge des Anjouan-Sperbers sind bekannt, von denen sich u. a. ein Exemplar im Zoologischen Museum der Universität Zürich, Schweiz befindet.